# Disgorge
Disgorge este o trupă de brutal death metal din San Diego, SUA, formată în anul 1992.